# Segudet
Segudet (prononcé en catalan : /səɣuˈðɛt/, et localement : /seɣuˈðet/) est un des huit villages de la paroisse d'Ordino en Andorre, qui comptait 48 habitants en 2021.

## Toponymie
La forme Cegudet est également traditionnellement employée, mais l'orthographe Segudet est celle reconnue par la nomenclature des toponymes d'Andorre. Les formes toponymiques anciennes suivantes sont par ailleurs attestées : Ceguded (en 1176), Cegudet (en 1195, 1348, 1395, 1450), Zagudet (XIIIe siècle - XIVe siècle), Sagudet (XIIIe siècle - XIVe siècle). Deux occurrences anciennes de Segudet sont retrouvées en 1486 et 1499.
Selon le linguiste catalan Joan Coromines, le toponyme Segudet est d'origine latine, provenant de cituteum (« lieu planté de ciguë »),. 
Planas quant à lui rapproche Segudet (et riu de Segudet) du toponyme andorran Ensegur (riu de l'Ensegur) et suppose que ces deux toponymes correspondent à des hydronymes désignant la présence d'eau en mouvement (« cours d'eau » / « torrent »). Tous deux seraient expliqués par une racine pré-romane *Seg- également à l'origine de l'hydronyme Sègre. À l'opposé de nombreux autres toponymes andorrans pré-romans, cette racine ne semble pas de nature bascoïde. Il voit enfin un diminutif dans Segudet en lien avec le faible débit du riu de Segudet expliqué par le caractère calcaire des sols de son bassin versant.

## Géographie

### Localisation
Segudet se trouve à quelques centaines de mètres à l'est du centre-bourg d'Ordino,, le long du riu de Segudet, au pied du massif du Casamanya. Le village est d'ailleurs partiellement bâti sur des sédiments charriés par le cours d'eau.
Le GR 11 espagnol passe tout près du village et permet de rejoindre La Cortinada à l'ouest et le col d'Ordino à l'est. Comme le village d'Ordino voisin, la route CG-3 connecte Segudet au reste de la principauté. Le village n'est ainsi qu'à une dizaine de kilomètres de la capitale Andorre-la-Vieille.

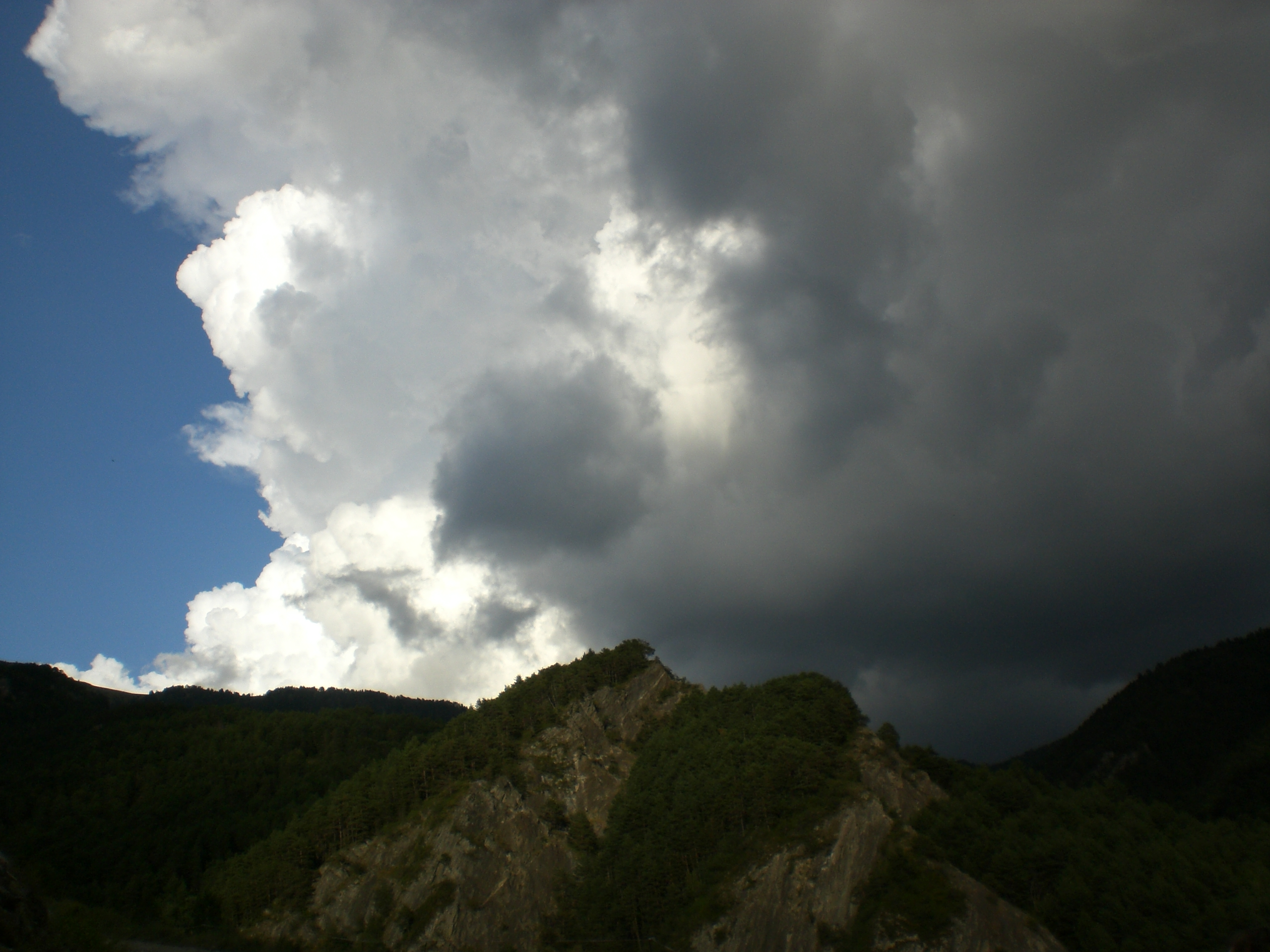
Vue depuis Segudet
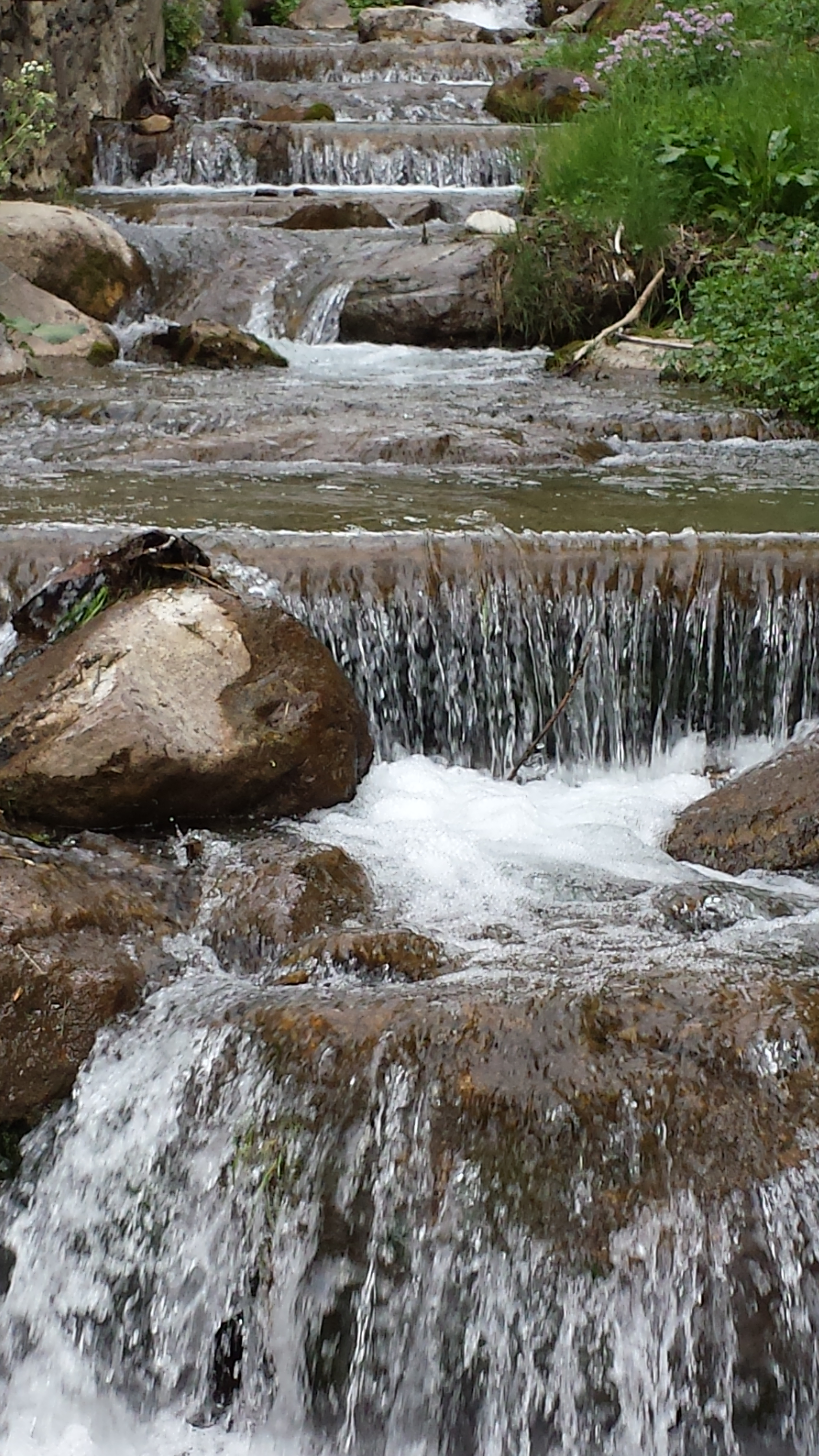
Riu de Segudet
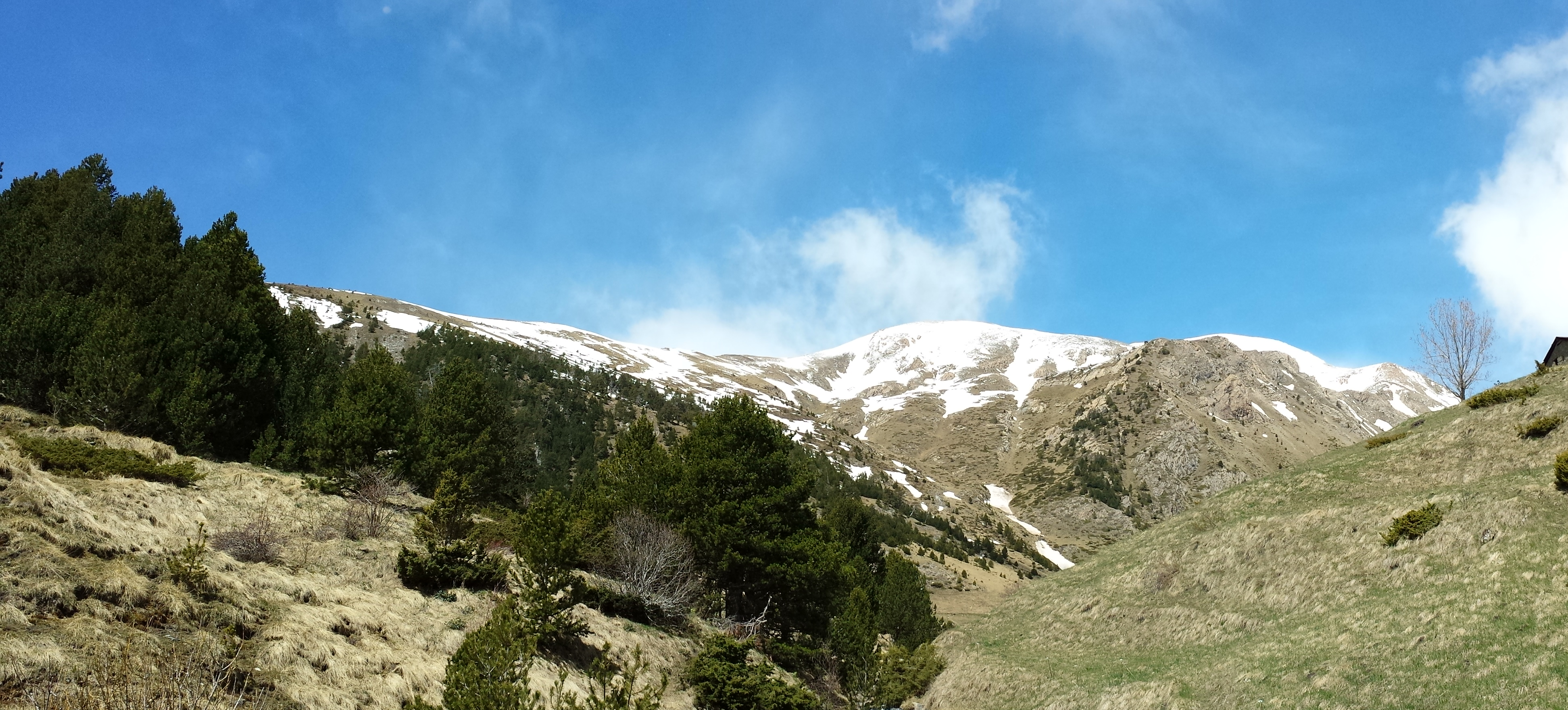
Massif du Casamanya

### Climat
| Mois                              | jan. | fév. | mars | avril | mai  | juin | jui. | août | sep. | oct. | nov. | déc. | année |
| --------------------------------- | ---- | ---- | ---- | ----- | ---- | ---- | ---- | ---- | ---- | ---- | ---- | ---- | ----- |
| Température minimale moyenne (°C) | −2,6 | −2,5 | −0,4 | 1,5   | 5,1  | 8,8  | 11,2 | 11,1 | 8,1  | 4,9  | 0,8  | −1,6 | 3,7   |
| Température moyenne (°C)          | 1,7  | 2,5  | 5,1  | 6,7   | 10,4 | 14,6 | 17,6 | 17,3 | 13,8 | 9,9  | 5,2  | 2,4  | 9     |
| Température maximale moyenne (°C) | 6,1  | 7,5  | 10,7 | 12,2  | 16,1 | 20,4 | 24,4 | 24,1 | 20,1 | 15,1 | 9,7  | 6,5  | 14,4  |
| Précipitations (mm)               | 62,1 | 35,7 | 48,1 | 82,5  | 99,6 | 90   | 66   | 83,3 | 85,7 | 83,9 | 88,8 | 72,4 | 898,2 |

## Lieux d'intérêt

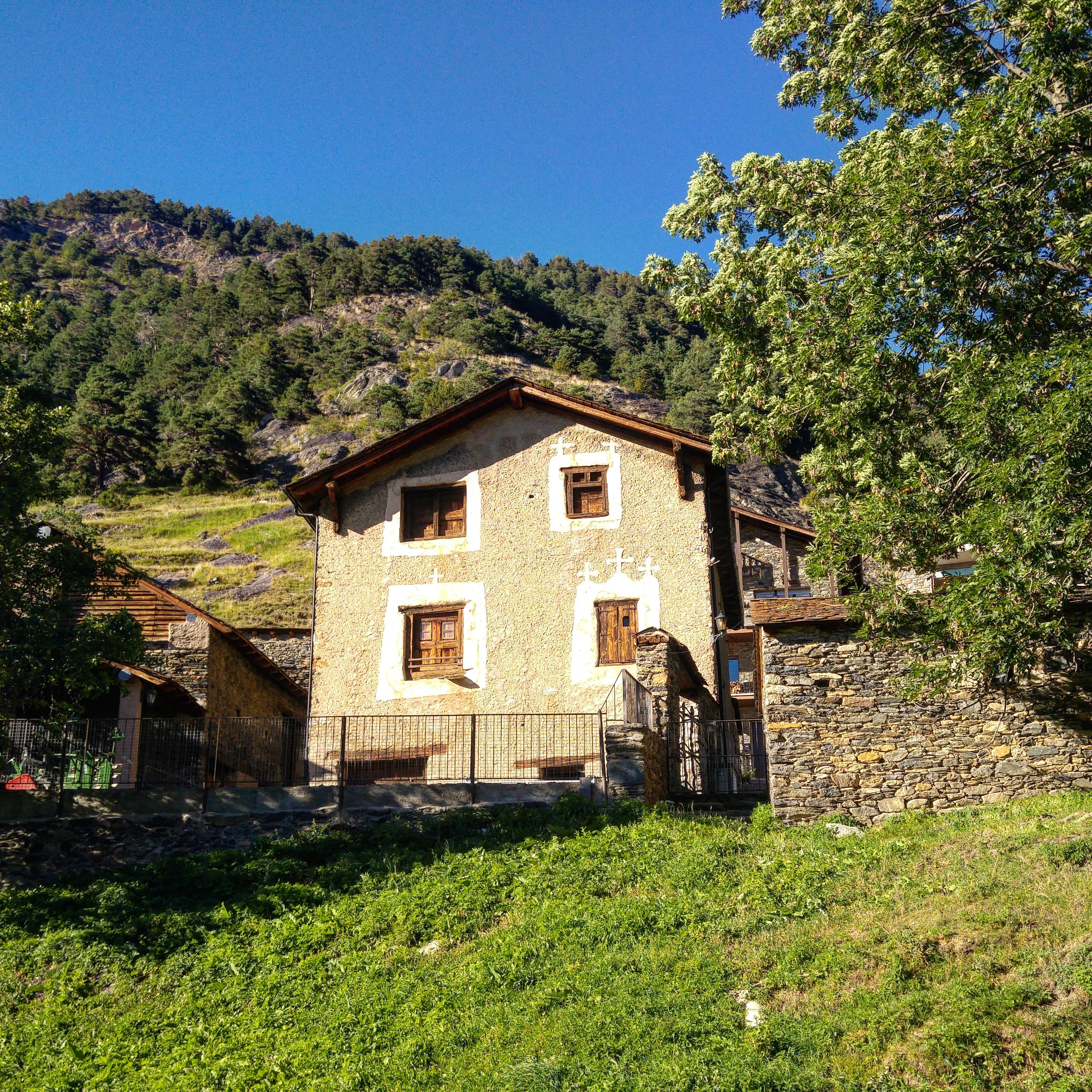
Casa Blanca de Segudet

- La Casa Blanca de Segudet, bâtie au XVIe siècle, est l'une des plus anciennes maisons de la paroisse d'Ordino et de l'Andorre en général. Elle constitue de plus un exemple remarquable d'architecture vernaculaire andorrane[11].
- La tombe de Segudet est une tombe préhistorique datant de la période ancienne dite « épicardiale » du néolithique découverte à Segudet[12] à l'occasion de travaux de construction d'une école en 2001[13]. Elle abritait le squelette d'une femme adulte d'une trentaine d'années qui constitue à ce jour le plus ancien reste humain mis au jour dans la principauté[12]. Il a de plus été possible d'en extraire de l'ADN mitochondrial à partir de la pulpe d'une canine supérieure[12]. L'analyse génétique a permis de déterminer que cette femme appartenait à l'haplogroupe K[12] dont la fréquence est par ailleurs particulière élevée de nos jours en Andorre et en Catalogne[12].
- Le ravin de Segudet permettant de pratiquer le canyoning est à proximité du village[14].
- À dix minutes de marche se trouvent également le bois d'aventure de Segudet[15] ainsi qu'une via ferrata[16].

## Démographie
| 1984 | 1985 | 1986 | 1987 | 1988 | 1989 | 1990 | 1991 | 1992 |
| ---- | ---- | ---- | ---- | ---- | ---- | ---- | ---- | ---- |
| 32   | 32   | 40   | 35   | 40   | 41   | 40   | 39   | 42   |

| 1993 | 1994 | 1995 | 1996 | 1997 | 1998 | 1999 | 2000 | 2001 |
| ---- | ---- | ---- | ---- | ---- | ---- | ---- | ---- | ---- |
| 43   | 49   | 46   | 46   | 47   | 44   | 45   | 45   | 47   |

| 2002 | 2003 | 2004 | 2005 | 2006 | 2007 | 2008 | 2009 | 2010 |
| ---- | ---- | ---- | ---- | ---- | ---- | ---- | ---- | ---- |
| 51   | 46   | 47   | 46   | 45   | 43   | 36   | 35   | 38   |

| 2011 | 2012 | 2013 | 2014 | 2015 | 2016 | 2017 | 2018 | 2019 |
| ---- | ---- | ---- | ---- | ---- | ---- | ---- | ---- | ---- |
| 42   | 44   | 40   | 42   | 45   | 45   | 52   | 54   | 53   |

| 2020 | 2021 | - | - | - | - | - | - | - |
| ---- | ---- | - | - | - | - | - | - | - |
| 50   | 48   | - | - | - | - | - | - | - |